# Omonana simplex
Omonana simplex är en kräftdjursart som först beskrevs av Menzies1962.  Omonana simplex ingår i släktet Omonana och familjen Paramunnidae. Inga underarter finns listade i Catalogue of Life.